# Splash (phim)
Splash là bộ phim điện ảnh Mỹ do Ron Howard đạo diễn, có sự tham gia của Tom Hanks, Daryl Hannah, John Candy, Eugene Levy, Dody Goodman, công chiếu năm 1984. Đây là bộ phim lãng mạn giả tưởng, chủ đề tình yêu giữa người với người cá (nàng tiên cá). Phim được đề cử giải Oscar kịch bản xuất sắc nhất, giải Quả cầu vàng phim hay nhất, đề cử trong top 100 phim hay nhất Viện phim Mỹ. Ngoài ra phim cũng đã chiến thắng 2 giải thưởng và được đề cử nhiều giải khác. Được xem là bộ phim ăn khách, chi phí 8 triệu USD, nhưng thu về hơn 68,9 triệu USD.

## Phân vai
- Tom Hanks trong vai Allen Bauer
- Daryl Hannah trong vai Madison
- John Candy trong vai Freddie Bauer
- Eugene Levy trong vai Dr. Walter Kornbluth
- Dody Goodman trong vai Mrs. Stimler
- Richard B. Shull trong vai Dr. Ross
- Shecky Greene trong vai Mr. Buyrite
- Bobby Di Cicco trong vai Jerry
- Howard Morris trong vai Dr. Zidell
- Patrick Cronin trong vai Michaelson
- Jeff Doucette trong vai Junior
- Royce D. Applegate trong vai Buckwalter
- Tony Longo trong vai Augie
- Nora Denney trong vai Mrs. Stein
- Joe Grifasi trong vai Manny
- Rance Howard trong vai McCullough
- Lowell Ganz trong vai Stan, the Tour Guide
- Babaloo Mandel trong vai Rudy
- Clint Howard trong vai Wedding Guest
- Lee Delano trong vai Sergeant Leleandowski
- Migdia Chinea Varela trong vai Wanda
- Eileen Saki trong vai Dr. Fujimoto
- Jodi Long trong vai Reporter
- Bill Smitrovich trong vai Ralph Bauer

Sau bộ phim này, hãng Disney sản xuất phim nối tiếp là phim truyền hình Splash, Too, công chiếu năm 1988.